# Nelsonagrilus
Nelsonagrilus es un género de escarabajos de la familia Buprestidae.

## Especies
- Nelsonagrilus bambula Jendek, 2006
- Nelsonagrilus suzannae Jendek, 2006
- Nelsonagrilus typicus Jendek, 2006